# مدرسة الحكمة الثانوية
مدرسة الحكمة الثانوية أو مريم والدة الحكمة (بالإنجليزية: Sagesse High School)‏ هي مدرسة خاصة للتعليم الكاثوليكي تقع في ضاحية عين سعادة في قضاء المتن في لبنان (30 دقيقة بالسيارة من مطار بيروت رفيق الحريري الدولي )، تعمل مدرسة الحكمة الثانوية تحت إشراف الأمانة العامة للمدارس الكاثوليكية في لبنان، فضلاً عن كونها عضوةً في مؤسسة الحكمة في أبرشية بيروت، وهي معتمدة دوليًا من قبل رابطة الولايات الوسطى للكليات والمدارس اعتبارًا من عام 2009، وتعد مدرسة الحكمة الثانوية أيضًا أول مدرسة بكالوريا دولية (IB) في البلاد حيث تقدم شهادة البكالوريا الدولية منذ عام 1995.

## تاريخ
تأسست المدرسة عام 1992 برئاسة الأب الخوري، أصبحت عضوةً في البكالوريا الدولية في عام 1995، وقد تم تعيين الأب الخوري في مدرسة الحكمة الشقيقة وحل محله نائب الرئيس الأب إدجار مادي، وفي عام 2006 تم تعيين الأب إدغار مادي رئيس أساقفة بالبرازيل وعاد الأب صوفر الخوري كرئيس، بينما في عام 2007 تم تعيين الأب الخوري مونسنيور وحل محله الأب غابرييل تابت الرئيس الحالي والذي يحمل لقب رئيس الجامعة، وفي عام 2009 تم منح المدرسة الاعتماد من قبل رابطة الولايات الوسطى للكليات والمدارس بعد زيارة الرابطة لها.

## مناهج
هناك ثلاثة برامج تعليمية:
- شهادة البكالوريا الدولية (دبلومة IB)
- برنامج النظام الأمريكي (SAT 1، SAT 2، TOEFL، AP Preparation)
- برنامج البكالوريا اللبنانية

تقدم إدارة التربية الخاصة خدماتها للطلاب الذين يعانون من صعوبات في التعلم على أساس اللغة (عسر القراءة أو عسر الكتابة أو خلل الحساب أو اضطراب التعلم غير اللفظي) أو فجوات التعلم والكلام الخفيف والتأخُّر اللغوي/التأخر النفسي الحركي واضطراب نقص الانتباه مع فرط الحركة ADD/ADHD والتعلم البطيء، وقد تم تصميم المناهج الدراسية لتزويد الطلاب على أوسع نطاق ممكن من التعليم أثناء إعدادهم لمواصلة تعليمهم في الكلية أو الجامعة التي اختاروها في لبنان أوالخارج، يُعتبر الطلاب طلابًا من ذوي الاحتياجات الخاصة إذا تم تشخيصهم من قبل طبيب نفساني معتمد ومستقل وطبيب المدرسة النفسي على أنه يعاني من إحدى الإعاقات التالية قبل القبول أو إذا تم إحالتهم إلى وحدة التعليم الخاص من قبل رئيس القسم في مرحلة لاحقة:
- الطلاب ذوي صعوبات التعلم وفقا للقانون اللبناني بما في ذلك: عسر القراءة، عسر الكتابة، عسر الحساب، اضطراب نقص الانتباه مع فرط النشاط، الصرع)
- التعرف على الطلاب كمتعلمين بطيئين (حاصل الذكاء الحدودي)
- الطلاب الذين يعانون من صعوبات نفسية أو حركية[2]

## مدرسة أم
كانت المدرسة الأم في الأصل تراتيل قصيرة تغنى بها المبشرون من الأم تيريزا إلى العذراء مريم وتم غنائها من قبل الطلاب كل صباح بعد صلاة الصباح.

## روابط خارجية
- الموقع الرسمي